# Mitcy Larue
Mitzy Larue là thành viên của Quốc hội Seychelles. Là một giáo viên chuyên nghiệp, cô là thành viên của Mặt trận Tiến bộ Nhân dân Seychelles, và lần đầu tiên được bầu vào Hội đồng vào năm 1993.